# 誰ガ為のアルケミスト
『誰ガ為のアルケミスト』（たガためのアルケミスト）は、FgGより開発・運営されていたシミュレーションRPG。2016年1月28日よりiOS / Android版が、2017年9月26日よりPCブラウザ版が順次サービス開始。基本プレイ無料（アイテム課金制）。公式の通称は『タガタメ』。
2019年は「PROJECT タガタメイヤー」と題し、アニメ映画、舞台、小説といったメディアミックス展開が行われた。
メインストーリーの完結に伴い、2024年11月28日をもってサービスを終了した。
2025年1月28日にWebファンコミュニティ『CLUB誰ガ為のアルケミスト』がオープンするなど、ゲームサービスの終了後もIPの継続展開が行われている。

## 概要
『ファントム オブ キル』に続いて企画されたFuji&gumi Games開発のオリジナルゲーム。2017年10月にgumiの連結子会社FgGが著作権などの権利を譲受している。
2016年1月にスマートデバイス向けにリリースしたのち、2017年9月よりデータ相互連携可能なブラウザゲーム版をDMM GAMESより配信、2017年11月より海外言語版『The Alchemist Code』の世界配信も行っている。全世界総ダウンロード数は1,100万超（2020年5月時点）。
開発スタッフは『ファントム オブ キル』と重なっており、プロデューサーは映像制作会社アットムービー出身の今泉潤。gumi Studio gg2で開発・運用しており、担当チームの大半は福岡のgumi Westメンバーで構成されている。
オープニングムービーはサテライトが制作し、監督は河森正治、音楽は下村陽子、テーマソング「誰ガ為に」はアガサ（声：日笠陽子）が担当する。

## ゲームシステム
大陸を分かつ7つの国を舞台に、禁断の錬金術の力を持つ7人の主人公たちが登場する。各章ごとに主人公が変わり、それぞれが活躍する物語が紡がれる。プロデューサーの今泉潤は「錬金術という大きなテーマを根幹にして、七つの大罪を取り入れ、それぞれの罪にまつわる群像劇を描こうと思ったんです」と述べている。
「タクティクスRPG」と称する本作品は、地形に高低差のある3Dマップ上で自身ユニットを操作し、戦略を練りながらステージをクリアしていく。ユニットバトルを行う上で「向き」と「高さ」が戦況を左右する。側面や後方から攻撃する（される）方が命中率やダメージが高まり、同様に、高い場所にいる方が攻撃力・防御力・射程範囲などが有利になる。

## あらすじ

### プロローグ
巨大なバベルの塔がそびえ立つバベル大陸にて、ふたりの錬金術師ニムルとエンメルは錬金術を編み出した。だが、それを用いた覇権争いは人類の存亡を脅かすほどになり、バベル大陸の国々は七大国同盟を結び、錬金術を「禁忌の術」として封印した。
数百年の平穏が過ぎしころ、大陸歴911年、「憤怒の国」ラーストリスが同盟を破棄し、錬金術による軍事力強化に乗り出した。隣国エンヴィリアを筆頭とする六大国による連合討伐軍により、ラーストリスは滅び、錬金術は再び封じられた。
ラーストリス滅亡からさらに20年後、錬金術の封印が再びとかれようとしていた。

## 主要登場人物

### 第1章
ロギ・クロウリー
声：花江夏樹
エンヴィリアの蒼炎騎士団の見習い。
ディオス・クロウリー
声：石川界人
エンヴィリアの蒼炎騎士団の見習い。平等な世界のためには絶対的な力が必要だと考えている。
アガサ・クロウリー
声：日笠陽子
エンヴィリアの教会の修道女で、ロギとディオスの姉のような存在。
ウロボロス
声：堀江由衣
謎の少女。

### 第2章
エドガー・L・レオンハート
声：逢坂良太
アルケミィバイク「ベティ」に乗って世界を放浪するガンナー。不殺をモットーとしており、自身の銃も相手を気絶させるためのものである。
フィオナ
声：赤司よしか
レジントン前市長のエドワード・エルレスターの娘。
エドワード・エルレスター
レジントン前市長で、愛玩用・コミュニケーション用アルカロイドメーカーで知られるエルレスターの代表。フィオナの父。

### 劇場版オリジナルキャラクター
カスミ
声：水瀬いのり
劇場版のヒロインで、登校中にバベル大陸へ召喚されてしまった女子高生。内気で、過剰なまでに人に気を遣う。

## メディアミックス

### 劇場版アニメ
『劇場版 誰ガ為のアルケミスト』（げきじょうばん たガためのアルケミスト）は、サテライト制作、アスミック・エース配給によるアニメ映画。2019年6月14日公開。上映時間118分。興行収入は1868万円。
2018年2月3日に行われた2周年記念ファンミーティングにおいて「劇場版プロジェクト始動」を発表。2019年2月2日に行われた3周年ファンミーティングにて詳細が発表された。監督は『異能バトルは日常系のなかで』の高橋正典。ゲーム本編のオープニングアニメに続き、河森正治が総監督を受け持つ。「マクロスシリーズ」「アクエリオンシリーズ」などオリジナル作品を作り続けてきた河森にとって、自身初のゲーム原作タイトルの映画化となる。
劇場版ではヒロインとしてオリジナルキャラクター「カスミ」が登場する。ゲーム本編のメインストーリーが終了してから数年後、闇の勢力によって錬金術や魔法が封じられたバベル大陸を救うため、現代社会で暮らす普通の女子高生カスミが召喚され、エドガーやリズベットらゲーム作中の登場人物たちと共闘する。
劇場公開を記念して、乃木坂46の白石麻衣を起用したCMや「”今なら白石当たる”キャンペーン」を展開した。

#### キャスト（映画）
- カスミ - 水瀬いのり
- エドガー - 逢坂良太
- リズベッド - 降幡愛
- ロギ - 花江夏樹
- ディオス - 石川界人
- ティナ - 生天目仁美
- ウロボロス - 堀江由衣
- メラ - Lynn
- ニクス - 福山潤
- ザイン - 内田雄馬
- セツナ - 今井麻美
- オーティマ - 江口拓也
- クロエ - 早見沙織

#### スタッフ（映画）
- 原作：今泉潤 / FgG
- 総監督 / ストーリー構成：河森正治
- 監督：高橋正典
- 脚本：根元歳三
- キャラクターデザイン：嘉手苅睦
- サブキャラクターデザイン：戸谷賢都
- 作画監督：宮西多麻子、長坂寛治、大河内忍、福田啓太、田中亜優、堀内修、出野喜則、小園菜穂、芳賀亮、小橋陽介
- 美術監督：古宮陽子、湖山真奈美
- 美術設定：二エム・ヴィンセント、ロキャデリ・ロイック、ジェローム・ペリヤ
- 色彩設計：秋元由紀
- 特殊効果：永良雄亮
- CGディレクター：原田丈
- 撮影監督：若林優（T2studio）
- 編集：兼重涼子
- 音響監督：明田川仁
- 音響制作：マジックカプセル
- 音楽：Akiyoshi Yasuda (★STARGUiTAR)
- 音楽制作：フライングドッグ
- アニメーション制作：サテライト
- 製作：株式会社FgG
- 配給：アスミック・エース

#### 主題歌
主題歌「Namida」
作詞・作曲・歌：石崎ひゅーい
エンディングソング「あの夏の日の魔法」
作詞・作曲・歌：石崎ひゅーい
挿入歌「恋の妖精のせい」
歌：カスミ（水瀬いのり）、作詞：児玉雨子、作曲：Akiyoshi Yasuda（★STARGUiTAR）

### 舞台
通称『タガステ』。

#### 公演リスト
『誰ガ為のアルケミスト 舞台版「聖石の追憶」』（たガためのアルケミスト ぶたいばん せいせきのついおく）
2019年6月26日から30日にかけて、東京都中央区銀座の博品館劇場にて計8公演を上演。原作中のイベントクエスト「聖石の追憶」をベースに、聖教騎士団の団長クダンシュタインを中心にした新ストーリーを演じる。
『誰ガ為のアルケミスト 舞台版「聖石の追憶」〜闇ヲ見つめる者〜』（たガためのアルケミスト ぶたいばん せいせきのついおく やみヲみつめるもの）
2019年9月26日から29日にかけて、博品館劇場にて計6公演を上演。6月に上演された「誰ガ為のアルケミスト 舞台版『聖石の追憶』」の改訂版。
『『舞台版 誰ガ為のアルケミスト』〜聖ガ剣、十ノ戒〜』（ぶたいばん たガためのアルケミスト せいがけん じゅうのかい）
2020年3月13日から22日にかけて、無観客LIVE配信として計9公演を上演。配信プラットフォームはニコニコ生放送で有料。当初は新宿FACEを会場に計15公演が予定されていたが、新型コロナウイルス感染症の流行の影響を受け、中止になり、代わりの手段としてLIVE配信となった。「聖石の追憶」の続編で、原作の「獅子王の進撃編」のエピソードを新解釈・再構成した「不惑の双刀編」「不憎の呪術編」が回替わりで行われた。
『『舞台版 誰ガ為のアルケミスト』〜宛名ノナイ光〜』（ぶたいばん たガためのアルケミスト あてなのないひかり）
2020年10月7日から11日にかけて、無観客LIVE配信として計5公演を上演。配信プラットフォームはRELIVE360（VR LIVEとして配信）、FanStream（2D LIVEとして配信）で共に有料。「ザイン」の知られざる過去が明かされるスピンオフ作品。
『舞台版『誰ガ為のアルケミスト』-Last Blue 漆黒から、君ニ-』（ぶたいばん たガためのアルケミスト ラストブルーしっこくからきみニ）
2022年2月20日から27日にかけて、新宿FACEにて計10公演を上演。
物語の完結編。聖石の追憶ルート（聖教騎士団ルート）とアルゾシュプラーハルート（十戒衆ルート）の2ルート上演される。

#### キャスト（舞台）
誰ガ為のアルケミスト 舞台版「聖石の追憶」
- クダンシュタイン - 橘龍丸
- クウザ - 三浦海里
- カノン - 花影香音
- モンゼイン - 伊勢大貴
- オーティマ - 遊馬晃祐
- カグラ - 末永みゆ
- ヤウラス - 梅田悠
- バシーニ - 山口大地
- チハヤ - 石川志織
- セーダ - 花奈澪
- オライオン - 小笠原健
- ザイン - 中村誠治郎
- 舞闘兵団 - 大岩主弥、工藤博樹、福島悠介、望月祐治、石岡遼士、高見彩己子、篠原孝文

誰ガ為のアルケミスト 舞台版「聖石の追憶」〜闇ヲ見つめる者〜
- クダンシュタイン - 橘龍丸
- クウザ - 柏木佑介
- カノン - 花影香音
- カグラ - 吉川友
- オーティマ - 松本ひなた
- モンゼイン - 伊勢大貴
- セーダ - 花奈澪
- オライオン - 永田彬
- ヤウラス - 桃月なしこ
- チハヤ - 仙石みなみ
- バシーニ - 山口大地
- ザイン - 中村誠治郎

『舞台版 誰ガ為のアルケミスト』〜聖ガ剣、十ノ戒〜
- クダンシュタイン - 橘龍丸
- ソル - 太田将熙
- カノン - 花影香音
- カグラ - 小泉萌香
- フューリー - 永田聖一朗
- オーティマ - 遊馬晃祐
- アハト - 大薮丘
- ズィーヴァ - 三浦海里
- フィーア - 橋本全一
- セーダ - 花奈澪
- ヤウラス - 宮原華音
- モンゼイン - 上杉輝
- バシーニ - 村瀬文宣
- オライオン - 渡辺和貴
- ゼクス - 柏木佑介
- 舞闘兵団 - 福島悠介、池田竜渦爾、高見彩己子、篠崎淳志、鮫嶋一範、上島純也、園田玲欧奈、篠原孝文

『舞台版 誰ガ為のアルケミスト』〜宛名ノナイ光〜
- ザイン - 中村誠治郎
- カヤ - 野本ほたる
- ソル - 健人
- カノン／ザインが愛した女〝シオン〟 - 花影香音
- オーティマ - 遊馬晃祐
- ワギナオ - 松田岳
- 舞闘兵団 - 望月祐治、湯田昌次、上島純也、田沼ジョージ、寺田遥平、篠原孝文

舞台版『誰ガ為のアルケミスト』-Last Blue 漆黒から、君ニ-
- クダンシュタイン - 橘龍丸
- ソル - 太田将熙
- カグラ - 上西恵
- カノン - 花影香音
- オーティマ - 遊馬晃祐
- フューリー - 上仁樹
- ズィーヴァ - TAKA（CUBERS）
- アハト - とまん
- バシーニ - 松村優
- セーダ - 花奈澪
- ヤウラス - 富田麻帆
- フィーア - 橋本全一
- ゼクス - 健人
- モンゼイン - 君沢ユウキ
- ワギナオ - 渡辺和貴
- オライオン - 小笠原健
- ザイン - 中村誠治郎

#### スタッフ（舞台）
誰ガ為のアルケミスト 舞台版「聖石の追憶」
- 原作 - 今泉潤 / FgG『誰ガ為のアルケミスト』
- 脚本・演出 - 宮城陽亮
- 主催 - Amane / gumi
- 制作 - ファイズマンクリエイティブ / レジェンドステージ
- 企画・プロデュース - 今泉潤

誰ガ為のアルケミスト 舞台版「聖石の追憶」〜闇ヲ見つめる者〜
- 原作 - 今泉潤 / FgG『誰ガ為のアルケミスト』
- 脚本 - 谷口健太郎 / 深浦佑太
- 脚色・演出 - 宮城陽亮

『舞台版 誰ガ為のアルケミスト』〜聖ガ剣、十ノ戒〜
- 原作 - 今泉潤/ FgG『誰ガ為のアルケミスト』
- 脚本 - 谷口健太郎 / 深浦佑太
- 脚色・演出 - 宮城陽亮
- 総合演出 - 今泉潤
- 主催 - Amane / gumi
- 制作 - ファイズマンクリエイティブ / レジェンドステージ

『舞台版 誰ガ為のアルケミスト』〜宛名ノナイ光〜
- 原作 - 今泉潤 / FgG『誰ガ為のアルケミスト』
- 脚本 - 谷口健太郎 / 深浦佑太
- 演出 - 磯貝龍乎
- 総合演出 - 今泉潤
- 主催:- Amane / gumi
- 制作 - ファイズマンクリエイティブ / レジェンドステージ

舞台版『誰ガ為のアルケミスト』-Last Blue 漆黒から、君ニ-
- 原作 - 今泉潤 / FgG『誰ガ為のアルケミスト』
- 脚本 - 谷口健太郎 / 深浦佑太
- 演出 - 磯貝龍乎
- 総合演出 - 今泉潤
- 主催:- Amane / gumi
- 制作 - ファイズマンクリエイティブ / レジェンドステージ

### 小説
誰ガ為のアルケミスト 砂の彼方の刹那
はせがわみやび著、RINZOイラスト。2019年6月29日、KADOKAWAファミ通文庫より発売。ISBN 9784047356474
流浪の女剣士セツナを主人公にしたスピンオフ作品。

## 関連商品
誰ガ為のアルケミスト オリジナルサウンドトラック
2018年3月7日、Symphony No.5レーベルより発売。品番：TSCM-0083〜0084
配信2周年記念盤、ディスク2枚組、主題歌「誰ガ為め」をふくむ全40曲（21+19）収録。